# 姆沙涅齊河 (南布格河支流)
姆沙涅齊河（烏克蘭語：Мшанець），是烏克蘭的河流，位於該國西部赫梅利尼茨基州，屬於南布格河的右支流，發源自蓋代基西北面，河道全長22公里，流域面積144平方公里。